# Nguyễn Văn Dũng (cầu thủ bóng đá, sinh 1963)
Nguyễn Văn Dũng (sinh ngày 23 tháng 11 năm 1963) là một huấn luyện viên và cựu cầu thủ bóng đá người Việt Nam. Thời còn thi đấu, ông chơi ở vị trí tiền đạo cho đội Nam Định và đội tuyển Việt Nam. Ông là thành viên của đội tuyển Việt Nam tại một số các giải đấu như SEA Games 16 (1991) và Tiger Cup 1998.

## Tiểu sử

### Tại câu lạc bộ
Nguyễn Văn Dũng khoác áo đội Công nghiệp Hà Nam Ninh (Dệt Nam Định) từ đầu sự nghiệp bóng đá của mình. Thành công đến, nhưng chất ngang tàng bên ngoài cuộc đời theo anh vào đến trong sân cỏ. Việc phản ứng với trọng tài vào năm 1990 khiến cả anh (đội trưởng) và Dệt Nam Định bị cấm thi đấu 1 năm. Khi đó các cầu thủ Dệt Nam Định đuổi đánh trọng tài Nguyễn Thu ở trận lượt về với Sông Lam Nghệ Tĩnh vào ngày 28 tháng 3 và toàn đội bị kỷ luật cấm thi đấu 1 năm. Năm 1991, Nguyễn Văn Dũng bất ngờ đầu quân cho Sông Lam Nghệ Tĩnh của huấn luyện viên Nguyễn Thành Vinh và đeo băng đội trưởng, làm "đàn anh" nhóm Nguyễn Hữu Thắng, Văn Sỹ Hùng. Nhưng cũng trụ lại có 1 mùa, Nguyễn Văn Dũng tiếp tục đầu quân cho Công an Thanh Hóa chơi 4 mùa, trước khi chính thức trở lại Nam Định.
Ông là cầu thủ nội dành được danh hiệu vua phá lưới V-League nhiều nhất (4 lần).

### Sự nghiệp thi đấu quốc tế
Nguyễn Văn Dũng lần đầu tiên được gọi tập trung đội tuyển vào năm 1991 để tham gia SEA Games 16 (1991) ông đã ghi cả ba ban thắng cho đội tuyển (2 bàn vào lưới của Philippines và 1 bàn vào lưới Malaysia). Tuy nhiên, tại các giải đấu quốc tế sau đó, ông không được gọi vào đội tuyển nữa.
Sau này, nhờ phong độ xuất sắc tại giải bóng đá vô địch quốc gia năm 1998 và giành danh hiệu Vua phá lưới ở tuổi 35, Nguyễn Văn Dũng bất ngờ được ông Riedl gọi trở lại đội tuyển tham dự Tiger Cup 1998 và giành huy chương bạc. Ông là tuyển thủ quốc gia Việt Nam lớn tuổi nhất tại giải đấu này. Tuy nhiên, đây là giải đấu không thành công với cá nhân ông. Nguyễn Văn Dũng phải ngồi ghế dự bị trong hầu hết các trận đấu nhưng được ra quân trong đội hình xuất phát của đội tuyển Việt Nam trong trận chung kết gặp Singapore do tiền đạo Văn Sỹ Hùng bị thẻ đỏ trong trận bán kết trước đó. Nhưng Nguyễn Văn Dũng đã không thể hiện được nhiều tại trận đấu mà Việt Nam đã thúc thủ 0–1.
| Năm       | Số lần ra sân | Số bàn thắng |
| --------- | ------------- | ------------ |
| 1991      | 2 (hoặc 3)    | 3            |
| 1998      | 3             | 0            |
| Tổng cộng | 5 (hoặc 6)    | 3            |

## Bàn thắng quốc tế
| # | Lần ra sân | Ngày                 | Địa điểm                                           | Đối thủ     | Tỷ số        | Kết quả | Giải đấu                         |
| - | ---------- | -------------------- | -------------------------------------------------- | ----------- | ------------ | ------- | -------------------------------- |
| 1 | 1          | 26 tháng 11 năm 1991 | Sân vận động tưởng niệm Rizal, Manila, Philippines | Philippines | 1–0 hoặc 1–1 | 2–2     | Đại hội Thể thao Đông Nam Á 1991 |
| 2 | 1          | 26 tháng 11 năm 1991 | Sân vận động tưởng niệm Rizal, Manila, Philippines | Philippines | 2–1          | 2–2     | Đại hội Thể thao Đông Nam Á 1991 |
| 3 | 2 (hoặc 3) | 30 tháng 11 năm 1991 | Sân vận động tưởng niệm Rizal, Manila, Philippines | Malaysia    | 1–1          | 1–2     | Đại hội Thể thao Đông Nam Á 1991 |

## Sự nghiệp huấn luyện viên
Năm 2023, Nguyễn Văn Dũng trở lại dẫn dắt câu lạc bộ Đồng Nai thi đấu tại Giải bóng đá Hạng Nhất Quốc gia 2023–24.